# Huevo pedunculado

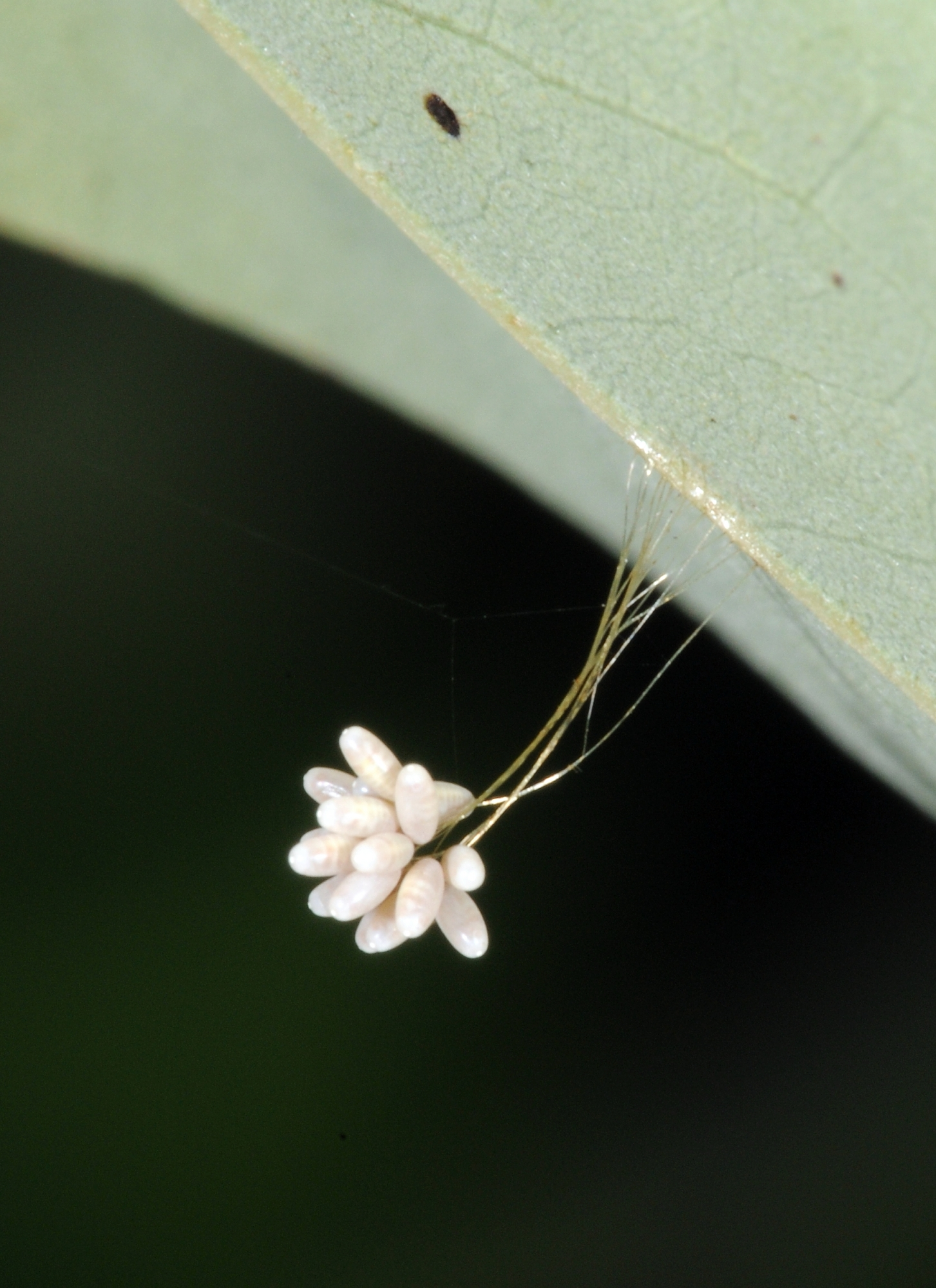
Huevos pedunculados de una especie desconocida de crisópido. Mainzer Sand (Renania-Palatinado, Alemania)

En biología, un huevo pedunculado es aquel huevo de insecto (u otro animal) que está adherido a un pedúnculo, una estructura similar a un tallo o cuello. Algunos ejemplos son:
- Afelínidos ectoparasitarios (Aphytis, Centrodora, Marietta) y algunos Encarsia.[2]
- Crisópidos.